# Maxime Machenaud
Maxime Machenaud (Bordeaux, 30 dicembre 1988) è un rugbista a 15 francese che gioca come mediano di mischia nel Bayonne.

## Biografia
Nativo di Bordeaux, Machenaud si formò rugbisticamente nel Bordeaux Bègles. Esordì nel club girondino durante l'annata 2007-2008 del Pro D2, la seconda divisione francese. Dopo tre stagioni si trasferì nell'Agen, neopromosso in Top 14, dove giocò due anni. A partire dal 2012-2013 si legò al Racing 92. 
Nel 2016 conquistò il primo titolo della sua carriera vincendo il Top 14, nonostante la sua espulsione per un placcaggio pericoloso avesse lasciato i suoi compagni di squadra in inferiorità numerica per più di un'ora durante la finale. Solo un mese prima era stato sconfitto nella finale di Champions Cup dai Saracens. Un grave infortunio al ginocchio subito nell'aprile 2018 nel corso di una partita di campionato lo fece restare lontano dai campi da gioco per otto mesi, durante i quali mancò la finale della Champions Cup 2017-2018 persa contro Leinster. Raggiunse nuovamente la finale della massima competizione europea nella stagione 2019-2020, ma anche in questa occasione conobbe la sconfitta per mano di Exeter. Dopo 10 stagioni trascorse nel Racing 92, club del quale è il miglior marcatore di sempre, nell'ottobre 2021 annunciò il suo trasferimento al Bayonne a partire dall'annata 2022-2023.
Machenaud debuttò con la Francia in occasione del tour in Argentina del 2012, affrontando i padroni di casa dei Pumas nel secondo test match del 23 giugno vinto 49-10, dove segnò una meta. Nello stesso anno scese in campo anche in tutti gli incontri internazionali disputati dai Bleus a novembre. Il commissario tecnico Philippe Saint-André lo schierò con regolarità nelle annate 2013 e 2014, nelle quali accumulò quattordici presenze disputando in entrambi gli anni il Sei Nazioni e le tournée estive. Assente dalla nazionale per un anno e mezzo, fu richiamato dal nuovo selezionatore Guy Novès nelle sue prime convocazioni in occasione del Sei Nazioni 2016. Utilizzato con costanza, giocò tredici partite nei due anni della gestione Novès. Il subentro di Jacques Brunel vide la promozione di Machenaud a mediano di mischia titolare durante il Sei Nazioni 2018, torneo del quale fu il miglior marcatore con cinquanta punti segnati.
Un grave infortunio al ginocchio subito nel club nell'aprile 2018 lo tenne lontano dalla selezione transalpina per più di un anno.
Incluso a sorpresa nei convocati definitivi per la Coppa del Mondo di rugby 2019, disputò le due sfide della fase a gironi contro Argentina e Stati Uniti.
Machenaud fece parte della squadra dei Barbarians francesi che affrontò le Figi nel novembre 2022.

## Palmarès
- Campionati francesi: 1
Racing Métro 92: 2015-16